# Hesperissläktet

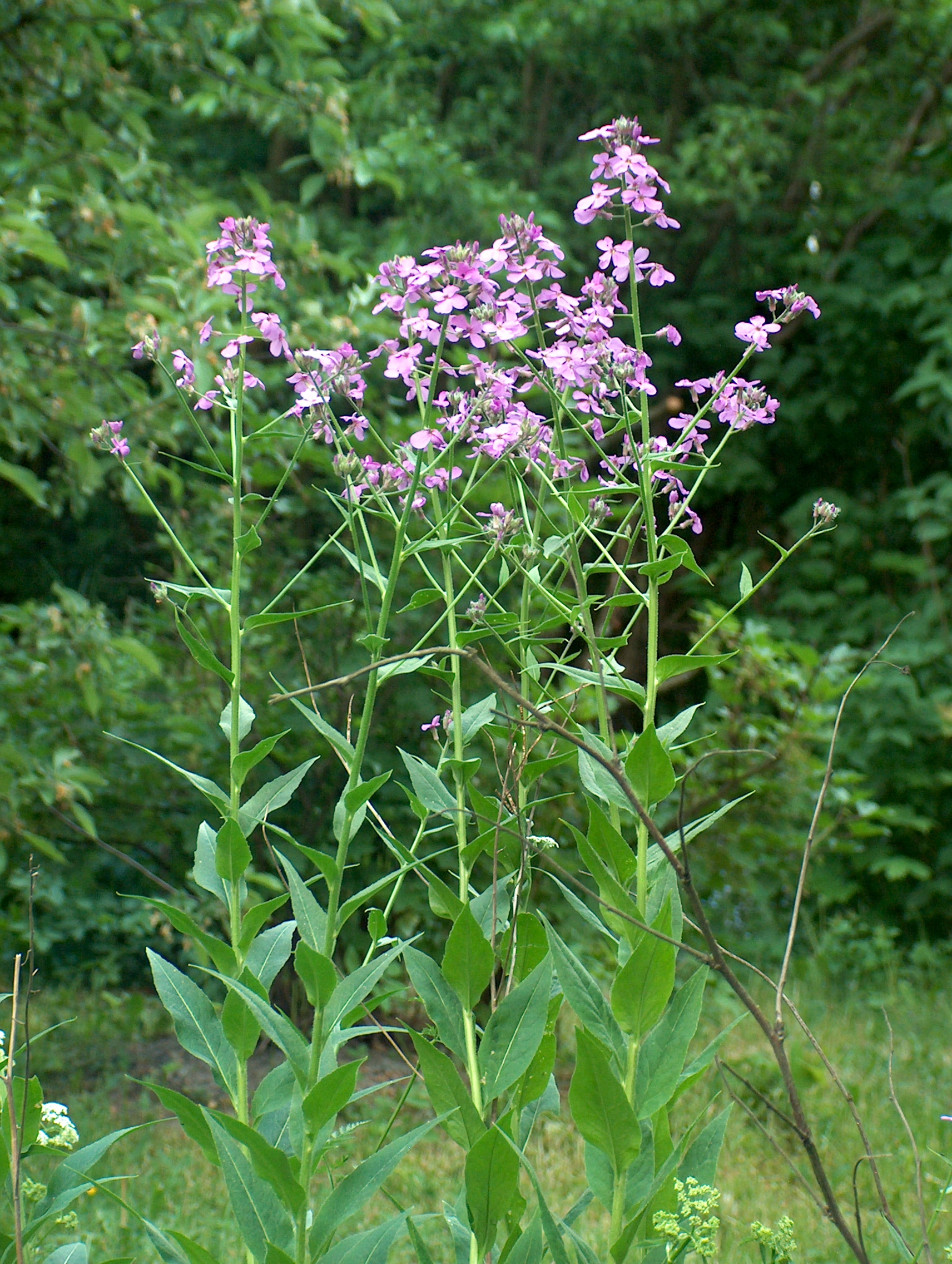
Hepseris matronalis, även kallad trädgårdsnattviol.

Hesperissläktet (Hesperis) är ett släkte av korsblommiga växter med cirka 25 arter varav tre i Norden, de övriga i Sydosteuropa. Arterna i Hesperissläktet är två- eller fleråriga. De växer upprätt och stjälken är grenig. Frukterna är skidor, och de är långsmala och trinda med ett kort spröt på, fröna är plattade.
Namnet Hesperis kommer av grekiskans hesperos som betyder kväll, och arterna doftar mest på kvällen. Arterna i Sverige har odlats just för väldoften, senare har de förvildats.

## Fotnoter
1. ↑  Den nya nordiska floran. Bo Mossberg, Lennart Stenberg. ISBN 91-46-17584-9
2. ↑  Växternas namn. Jens Corneliusson, Wahlström & Widstrand 1997. ISBN 91-46-17102-9